# سورنایا سوسوا
سورنایا سوسوا (به لاتین: Severnaya Sosva) یک رود در روسیه است که در ناحیه خودگردان خانتی-مانسی واقع شده‌است.